# آتشفشان آتیتلان
آتشفشان آتیتلان یا ولکان آتیتلان (به اسپانیایی: Volcán Atitlán) آتشفشانی چینه‌ای به ارتفاع ۳۵۳۵ متر واقع در گواتمالا در آمریکای مرکزی است.

## مشخصات
آتشفشان آتیتلان آتشفشانی مخروطی‌شکل با دامنه‌هایی شیبدار واقع در ارتفاعات گواتمالا است که همراه با آتشفشان دوقلوی تولیمن در شمال آن، پس‌زمینهٔ دریاچه آتیتلان را تشکیل می‌دهد. فعالیت‌های آتشفشانی در ناحیهٔ این دریاچه در حدود ۱۱ تا ۱۲ میلیون سال پیش آغاز شد و آتشفشان‌ها و کاسه آتشفشانی‌ای که امروزه در این ناحیه دیده می‌شوند طی چهار دوره رشد آتشفشان و فروپاشی کالدرا به‌وجود آمده‌اند که جدیدترین این فعالیت‌ها در حدود ۱.۸ میلیون سال پیش بوده‌است. وقوع فوران انفجاری عظیمی در حدود ۸۴-۸۵۰۰۰ سال پیش سبب تشکیل کاسهٔ آتشفشانی آتیتلان شد که دریاچهٔ آتیتلان بخشی از این کالدرا را پر می‌کند. آتشفشان آتیتلان در جنوب دیوارهٔ این کالدرا تشکیل شده‌است و در مقایسه با سن پدرو و تولیمن که دو آتشفشان چینه‌ای دیگر به‌وجود آمده در این کالدرا هستند ارتفاع بیشتری دارد. آتیتلان در عین حال جوانترین این آتشفشان‌ها نیز به شمار می‌رود.
آتیتلان اتشفشانی آندزیتی است و شمال آن تا تقریباً نزدیکی قله پوشیده از جنگل است در حالی‌که بخش‌های ۱۰۰۰ متر به بالای دامنه‌های جنوبی هیچ‌گونه پوشش گیاهی ندارد.  فوران‌های عمدتاً انفجاری آتیتلان از اواسط سدهٔ ۱۵ که فاتحان اسپانیایی وارد آمریکای جنوبی شدند به ثبت رسیده است که این فوران‌ها طی ۶ چرخهٔ فورانی در سال‌های ۱۴۶۹، ۱۵۰۵، ۱۵۷۹، ۱۶۶۳، ۱۷۱۷ و ۱۸۲۶-۱۸۵۶ بوده‌است. سوابق تاریخی و زمین‌شناسی نشانگر آن است که این آتشفشان از نظر شدت و الگوی فعالیت به آتشفشان فوئگو واقع در ۴۴ کیلومتری شرق آن شباهت دارد. 

## خطرات احتمالی
با توجه به پیشرفت صنعت توریسم در منطقه و کشیده‌شدن فعالیت‌های کشاورزی به دامنه‌های آتیتلان و با توجه به سابقهٔ فوران‌های انفجاری این آتشفشان، فعال‌شدن دوبارهٔ آن می‌تواند خطراتی را برای اهالی منطقه ایجاد کند.

## نگارخانه

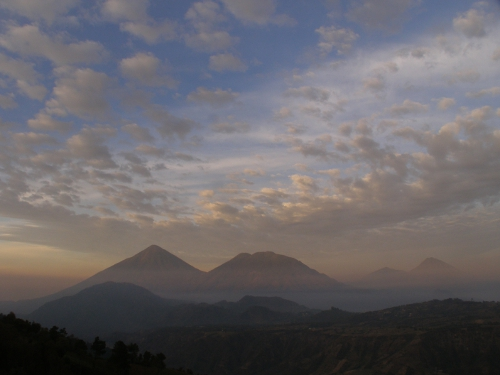
نماایی از آتشفشان‌های دریاچهٔ آتیتلان شامل آتشفشان آتیتلان (چپ)، تولیمان (مرکز) و سن پدرو (راست)